# Maciej Kunicki
Maciej Kunicki (ur. 26 września 1956) – polski lekkoatleta, długodystansowiec, medalista mistrzostw Polski, reprezentant kraju.

## Kariera sportowa
Był zawodnikiem Śląska Wrocław, gdzie jego trenerem był Czesław Kołodyński.
Reprezentował Polskę na mistrzostwach Europy juniorów w 1975, zajmując 4. miejsce w biegu na 5000 metrów, z wynikiem 14:20,6, mistrzostwach świata w biegach przełajowych w 1979, gdzie zajął 23. miejsce w biegu na 12 km oraz w półfinale zawodów Pucharu Europy w 1979, gdzie w biegu na 5000 m zajął 3. miejsce, z czasem 13:54,7. W 1979 wystąpił jeszcze w dwóch meczach międzypaństwowych (bez zwycięstw indywidualnych).
W 1981 zdobył srebrny medal mistrzostw Polski w biegu przełajowym na 6 km. Najwyższe miejsca indywidualnie na mistrzostwach Polski na bieżni wywalczył w 1979 na 5000 metrów (piąte) i w 1978 na 3000 metrów z przeszkodami (szóste).
Rekordy życiowe:
- 3000 m: 7:52,21 (1.06.1979)
- 5000 m: 13:46,69 (10.08.1979)
- 3000 m z przeszkodami: 8:31,59 (28.07.1979)